# セントラル・ロンドン鉄道

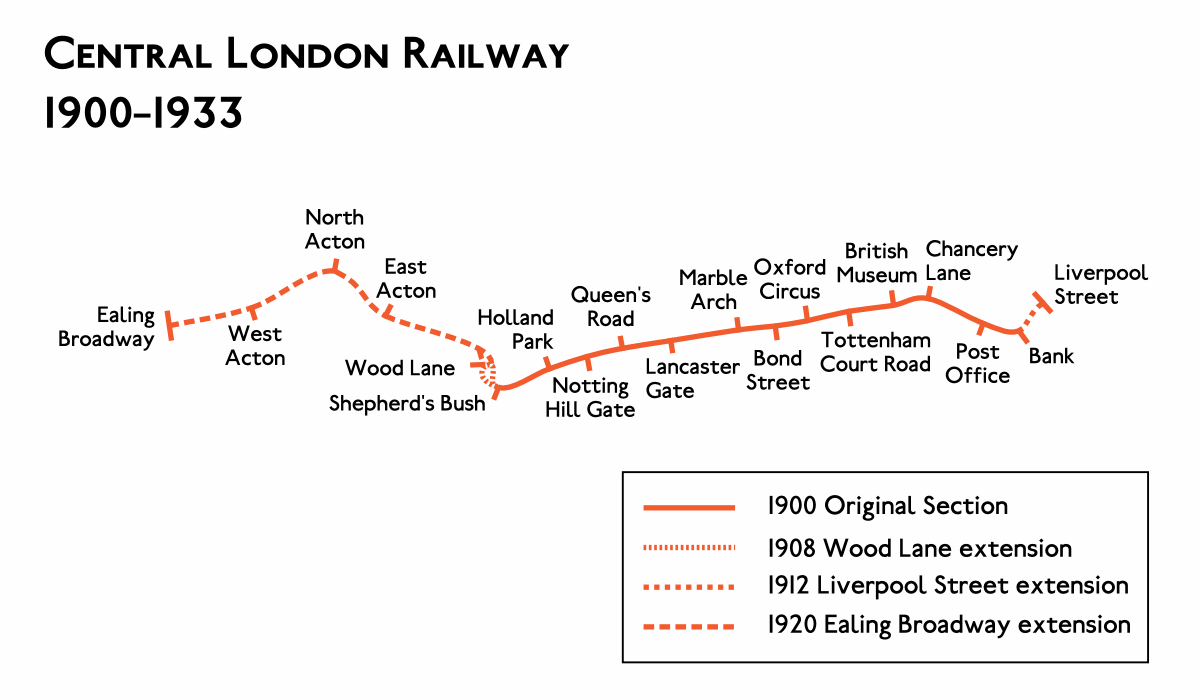
セントラル・ロンドン鉄道の路線図

セントラル・ロンドン鉄道（セントラル・ロンドンてつどう、英語: Central London Railway、略称 CLR）は、ツーペニーチューブ（Twopenny Tube、2ペンスの地下鉄）の別名でも知られる、1900年にロンドンに開業した地下深くを走る「チューブ」の鉄道である。こんにち、セントラル・ロンドン鉄道の路線と駅は、ロンドン地下鉄のセントラル線中央部を構成している。
セントラル・ロンドン鉄道は、1889年に設立され、投資家のシンジケートにより1895年に建設資金の調達に成功し、1896年から1900年にかけて工事が行われた。開業時、西側のシェパーズ・ブッシュと東側のイングランド銀行を結ぶ全線地下の9.14キロメートルの2本の単線トンネルに13の駅があり、また車両基地と発電所がシェパーズ・ブッシュの北側にあった。環状線を形成しようという提案が却下された後、西側をウッド・レーンまで1908年に延長し、東側をリバプール・ストリート駅まで1912年に延長した。1920年にグレート・ウェスタン鉄道の路線に沿ってイーリングまで延長し、路線の総距離は17.57キロメートルに達した。
当初は投資家に高い配当を支払えていたが、他の地下鉄各線やバスとの競争が激しくなって旅客の減少に苦しむようになった。1913年に、ロンドンの地下鉄の多くを運営していたロンドン地下電気鉄道に買収された。1933年にセントラル・ロンドン鉄道は、ロンドン地下電気鉄道と共に公的所有に移管された。

## 設立

### 創設、1889年 - 1892年

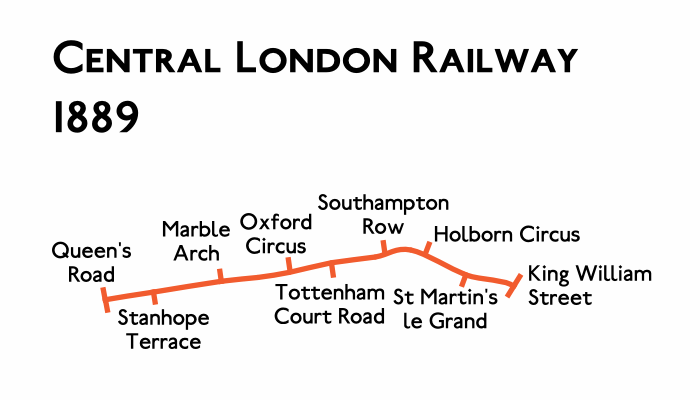
1889年に提案されたが却下された路線

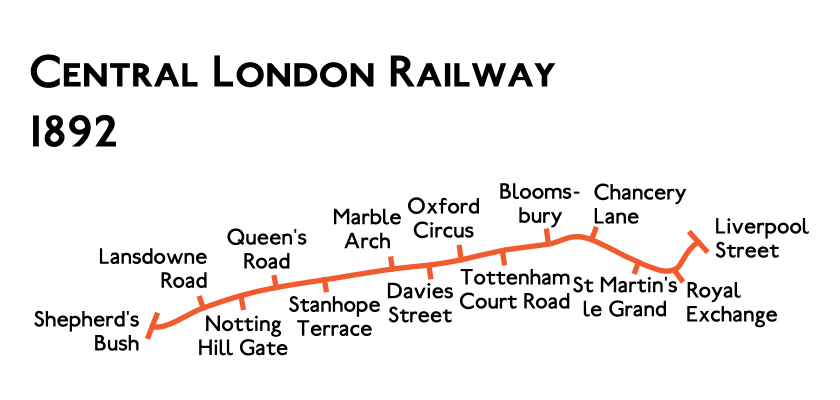
1892年に承認された経路

1889年11月に、セントラル・ロンドン鉄道は1890年の議会に対して法案を提出する意図があることを発表した。この法案では、クイーンズロードとベイズウォーターロードのベイズウォーターにある交差点から、シティ・オブ・ロンドンにあるキング・ウィリアム通りまで走り、そこで当時建設中であったシティ・アンド・サウス・ロンドン鉄道と接続する計画であった。セントラル・ロンドン鉄道は2本のトンネルで、ベイズウォーターロード、オックスフォード通り、ニューオックスフォード通り、ハイ・ホルボーン、ホルボーン、ホルボーン高架橋、ニューゲート通り、チープサイド、そしてパウルトリーの地下を通ることになっていた。駅は、クイーンズロード、スタンホープ・テラス、マーブル・アーチ、オックスフォード・サーカス、トテナム・コート・ロード、サウサンプトン・ロウ、ホルボーン・サーカス、セントマーチンズ・ル・グランド、そしてキング・ウィリアム・ストリートに計画されていた。
シールド工法を用いて鋳鉄セグメントの覆工を施した、直径11フィート（約3.35メートル）のトンネルを建設することになっていた。駅においては、構造に応じて直径22フィート（約6.71メートル）または29フィート（約8.84メートル）となっていた。車両基地と発電所はクイーンズロード西側に1.5エーカー（約0.61ヘクタール）の面積で建設されることになっていた。各駅とも、道路とプラットホームを結ぶ水圧エレベーターが設置されることになっていた。
この提案は、セントラル・ロンドン鉄道の経路と北側および南側でそれぞれ並行しており、新線に旅客を奪われると考えられた、インナーサークルを運営するメトロポリタン鉄道とメトロポリタン・ディストリクト鉄道から強い反対を受けた。またシティ・オブ・ロンドン自治体も、シティ・アンド・サウス・ロンドン鉄道の建設の際に経験したように、ルート近くで地盤沈下により建物に被害が及ぶ可能性があるとして反対した。セント・ポール大聖堂も、聖堂の基礎を掘り崩される恐れを気にして反対した。ジョゼフ・バザルジェットは、このトンネルがロンドンの下水システムを壊してしまうとして反対した。法案は庶民院（下院）では承認されたが、貴族院（上院）では否決され、シティ・アンド・サウス・ロンドン鉄道の開通後にその運行を評価できるまでは、いかなる結論も延期されるべきだとした。

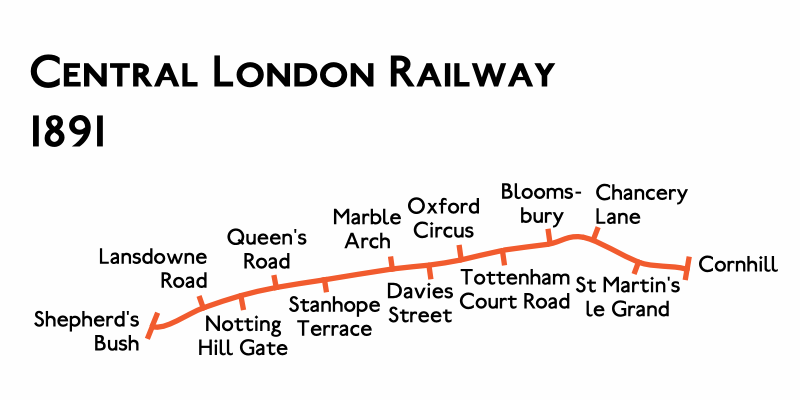
1891年に承認された経路

1890年11月にシティ・アンド・サウス・ロンドン鉄道は開業し、セントラル・ロンドン鉄道は1891年の会期に新しい法案を提出すると発表した。経路は西側を延長され、ノッティングヒルハイストリート（現在のノッティングヒルゲート）、ホランドパークアベニューの下を通って、シェパーズ・ブッシュ・グリーンの東側の角で終わるようになり、車両基地と発電所はその北側、ウッド・レーンの東側に移された。この西側への延長は、1890年初めに同じ経路で道路のすぐ下を走る地下鉄として提案されたロンドン・セントラル地下鉄の、実現しなかった案に促されたものであった。東側の終点はコーンヒルに変更され、提案されていたサウサンプトン・ロウ駅はブルームズベリー駅に変更された。中間駅がランズダウン・ロード、ノッティング・ヒル・ゲート、デイヴィーズ・ストリート（ここから北へ延伸してオックスフォード・ストリートに到達する計画であった）、チャンスリー・レーンに追加された。初期の計画にあった、シティ・アンド・サウス・ロンドン鉄道との接続は取り消され、セントラル・ロンドン鉄道のトンネル直径は11フィート6インチ（約3.51メートル）に拡大された。今度の法案は両院を通過し、1891年セントラル・ロンドン鉄道法として1891年8月5日に女王裁可を得た。1891年11月にセントラル・ロンドン鉄道は新たな法案を公開した。路線の東側は北東側へ曲げられ、グレート・イースタン鉄道のターミナル駅であるリバプール・ストリート駅へ達するようになり、コーンヒル駅は撤回された。また王立取引所（ロイヤル・エクスチェンジ）に新しい駅が提案された。この法案は1892年セントラル・ロンドン鉄道法として1892年6月28日に女王裁可を得た。
セントラル・ロンドン鉄道の建設資金は、アーネスト・カッセル、ヘンリー・オッペンハイム、ダリウス・ミルズ、ロスチャイルド家の人々などからなる投資家のシンジケートを通じて調達された。1894年3月22日にシンジケートは鉄道建設を請け負う契約者としてエレクトリック・トラクション・カンパニー・リミテッド (ETCL) を設立し、この会社は2,544,000ポンド（こんにちのおよそ2億5300万ポンド）に加えて4パーセント利率の社債70万ポンドで建設することに合意した。シンジケートがセントラル・ロンドン鉄道の株式285,000株を1株当たり10ポンドで1895年6月に売り出した際、同様の鉄道提案が何件も失敗していたことから投資に消極的になっており、イギリスで消化されたのはわずか14パーセントだけであった。一部はヨーロッパおよびアメリカ合衆国で販売されたが、売れ残った株はシンジケートメンバーやETCLが購入した。

### 建設、1896年 - 1900年
鉄道の設計には、技術者のジェームズ・グレートヘッド、ジョン・ファウラー、ベンジャミン・ベーカーを雇った。グレートヘッドはタワー地下道やシティ・アンド・サウス・ロンドン鉄道においても技術者を務めており、これらの会社でテムズ川の下にトンネルを掘る際に用いたシールド工法を開発した。ファウラーは、1863年に世界で初めて地下鉄として開業したメトロポリタン鉄道の技術者であり、ベーカーはニューヨークの高架鉄道やフォース鉄道橋でファウラーと共に働いていた。グレートヘッドは着工後まもなく亡くなり、シティ・アンド・サウス・ロンドン鉄道において彼の助手を務めていたバシル・モットが代わりとなった。

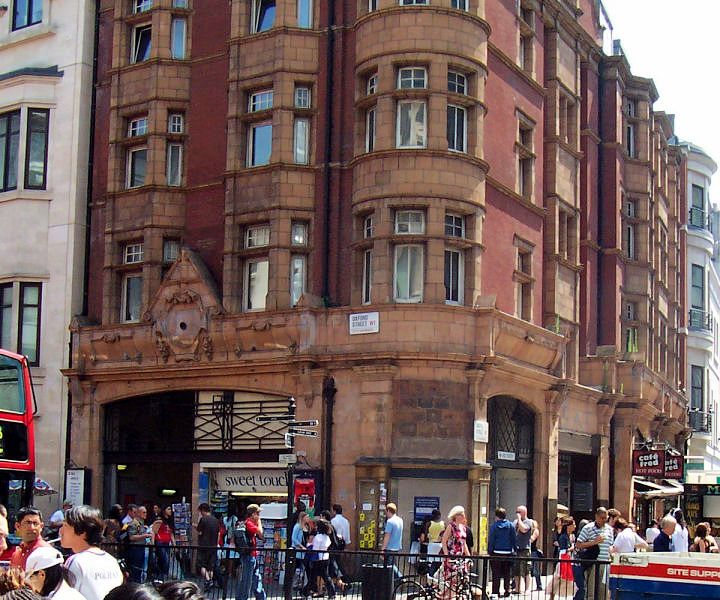
オックスフォード・サーカス駅、ハリー・メジャーズ設計によるセントラル・ロンドン鉄道の駅舎の例

この種の立法の通例として、1891年の法律では土地収用による土地買収と資金の調達に期限を設定していた。建設完了期限として当初指定されていたのは1896年末であったが、資金調達と駅舎の用地の買収に時間がかかった結果、1896年初めにようやく建設に取り掛かることができた。時間の余裕を得るため、1894年セントラル・ロンドン鉄道法により1899年までの完成期限延長許可を得た。建設工事はETCLによって3つに分割されてさらに請負に出された。シェパーズ・ブッシュ - マーブル・アーチ間、マーブル・アーチ - セント・マーティンズ・ル・グランド間、セント・マーティンズ・ル・グランド - バンク間である。工事はまず1896年4月にチャンスリー・レーンでの建物取り壊しから始められ、建設用の立坑が1896年8月と9月にチャンスリー・レーン、シェパーズ・ブッシュ、スタンホープ・テラス、ブルームズベリーで着手された。
リバプール・ストリート駅の下でのトンネル建設工事に関するグレート・イースタン鉄道との交渉は不調に終わり、バンク駅より先の最後の区間は単に短い側線として建設された。地盤沈下の危険を最小限にするため、トンネルの経路は道路の下に沿うようにされ、建物の下の通過は避けるようにした。通常はトンネルは横に2本並べる形で、地面の下60 - 100フィート（約18 - 34メートル）のところに掘られたが、道路の幅が狭くてトンネルを横に並べることができない場所では、縦に2本並べるようにされ、このために多くの駅で双方向のプラットホームが異なる階になった。駅に到着する列車の減速と、駅を出発する列車の加速に有利なように、駅は勾配の頂点となるように設計された。
トンネル工事は1898年末までに完了し、鋳鉄製のセグメントリングに対してコンクリートの内巻を行う予定であったのが省略されたため、トンネル内径はおおむね11フィート8.25インチ（約3.56メートル）となった。バンク駅では、セントラル・ロンドン鉄道はシティ・オブ・ロンドン自治体と交渉し、スレッドニードル通りとコーンヒルの交差点の下に鋼製の枠組みを造ってその中に券売所を設置する許可を求めた。このために、券売所と表の通りを結ぶ地下道の下に配管やケーブル類をダクトに入れて迂回させなければならなかった。この工事の遅れはとても高くつき、会社は倒産寸前に追い込まれた。1899年セントラル・ロンドン鉄道法により、期限はさらに1900年に延長された。
駅がすべて地下に建設されたバンク駅以外では、すべての駅にハリー・メジャーズ設計の駅舎が建てられた。駅舎は1階建てで、将来的に上を商業用に開発できるようになっており、ベージュのテラコッタで覆われた正面となっていた。各駅にはニューヨークのフランク・スプレイグの会社で製作されたエレベーターを備えていた。このエレベーターは、各駅の旅客流動に合わせて様々な大きさや配置で納入された。一般に同じシャフトで2つから3つのかごが運転されていた。駅部のトンネルの壁は白いセラミックタイルで仕上げられ、アーク灯で照明されていた。列車の走行用電力と駅の消費電力は、ウッド・レーンに設けられた発電所から交流5,000ボルトで供給され、沿線に設けられた変電所で直流550ボルトに変換されて第三軌条方式で給電された。

## 開業

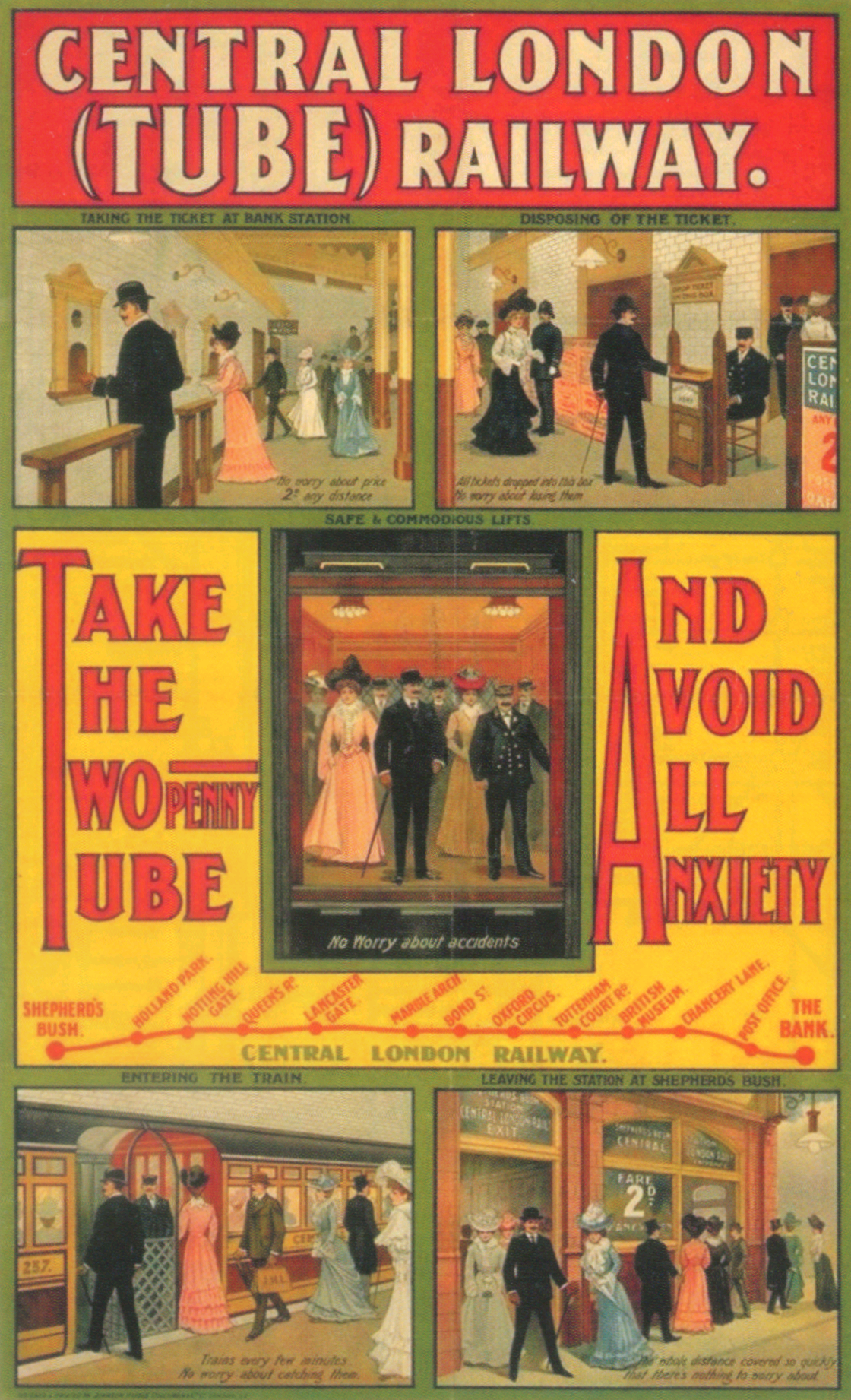
利用しやすさを宣伝したセントラル・ロンドン鉄道のポスター、1905年

セントラル・ロンドン鉄道は、1899年の法律で定められた期限の1日前である、1900年6月27日にエドワード皇太子（後のエドワード7世）を迎えて公式に開業した。ただし一般営業を開始したのは1900年7月30日のことであった。駅は以下の通りである。
- シェパーズ・ブッシュ駅
- ホランド・パーク駅
- ノッティング・ヒル・ゲート駅
- クイーンズ・ロード駅（現在はクイーンズウェイ駅）[26]
- ランカスター・ゲート駅
- マーブル・アーチ駅
- ボンド・ストリート駅（1900年9月24日開業）[26]
- オックスフォード・サーカス駅
- トテナム・コート・ロード駅
- ブリティッシュ・ミュージアム駅（英語版）（1933年廃止）[26]
- チャンスリー・レーン駅
- ポスト・オフィス駅（現在はセント・ポールズ駅）[26]
- バンク駅

セントラル・ロンドン鉄道は均一運賃を設定し、どの駅間を乗っても2ペンスとした。このためデイリー・メール紙が1900年8月に「ツーペニー・チューブ」（2ペンスの地下鉄）という愛称をつけることになった。営業はとても好評で、1900年末までに14,916,922人の旅客を輸送した。沿線のバスや、遅くて蒸気機関車牽引だったメトロポリタン鉄道やメトロポリタン・ディストリクト鉄道から乗客を奪ったことで、セントラル・ロンドン鉄道は営業開始2年で、1年あたりにして4500万人の輸送量を達成し、経費の2倍に上る収入を得た。1900年から1905年まで、株主に4パーセントの配当を行っていた。

## 鉄道車両
当初、グレートヘッドは小さな電気機関車を2両、先頭と末尾につないで列車を走らせる計画をしていたが、商務省はこの提案を却下し、1両の機関車で7両までの客車を牽引できる大きな機関車を設計することになった。シンジケートメンバーのダリウス・ミルズが重役を務めていたアメリカのゼネラル・エレクトリックで28両の電気機関車が製作され、ウッド・レーン車両基地において組み立てられた。168両の客車がアシュベリー鉄道車両・鉄工所およびブラッシュ電気技術で製作された。客車の端部に設けられた開閉式の格子ゲートのところから旅客が乗降した。デッキのところに乗務していた保安係がこのゲートを操作していた。セントラル・ロンドン鉄道では、当初は2段階の等級制度を導入することを考えていたが、開業直前に撤回した。このため、内装の質が異なる客車が製作されている。
鉄道が開業するとすぐに、沿線の建物にいる人たちから、通過する列車による振動への苦情が持ち込まれるようになった。振動は、重くてほとんどサスペンションの効かない44.7トンの重さがある機関車によるものであった。商務省はこの問題を調査する委員会を立ち上げ、セントラル・ロンドン鉄道は2つの解決方法を試した。1つ目の解決策としては、3両の機関車を改造して軽いモーターを使うようにし、またサスペンションの改良を行った。重量は31.5トンに軽量化され、ほとんどは振動を軽減するサスペンションを介するようになった。2つ目の解決策としては、2本の6両編成の列車のうち、両端の2両の客車に運転台とモーターを取付ける改造を行って、機関車をつながなくても電車として走行できるようにしたことである。軽量化した機関車を走らせると、地上で確かに振動の軽減が感じられたが、電車ではほぼ完全に振動がなくなり、セントラル・ロンドン鉄道は電車方式を採用することにした。委員会の報告は1902年に発行され、固い双頭レールを交差式の枕木上に設置するのではなく、1ヤードあたり100ポンド（1メートルあたり49.6キログラム）のブリッジレールを使っていたことも振動の原因であるとした。
報告後、セントラル・ロンドン鉄道は64両の制御電動車を購入して既存の客車と組み合わせ、6両または7両編成の列車を構成した。1903年6月までに電車方式への移行が完了し、機関車は2両を残して解体処分された。2両は車両基地での入換用途に残された。

## 路線延長

### 折り返し用ループ線、1901年

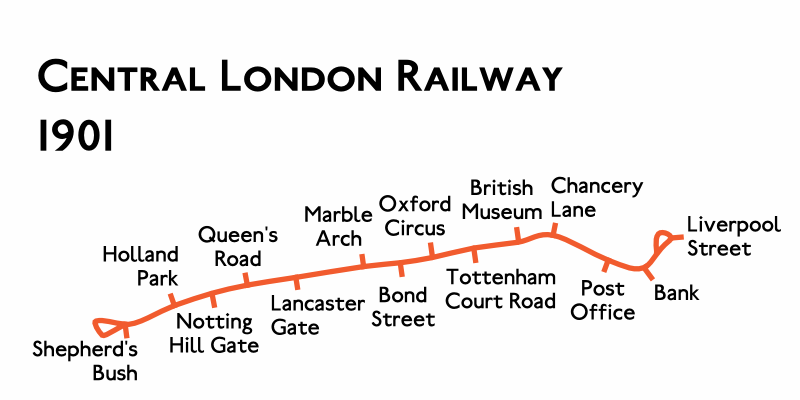
1901年に提案されたが却下された路線図

運転時隔の問題により、セントラル・ロンドン鉄道の旅客輸送能力は制約を受けていた。これは終点での折り返し時間の問題に直接関係していた。終点に到着すると、列車から機関車を切り返して反対側まで走らせ、反対側に再びつなぐ作業（機回し作業）が必要で、これに最低限2分半かかっていた。機回し作業の短縮を図って、セントラル・ロンドン鉄道は1901年の議会会期に向けて、1900年11月に法案を提出した。この法案では、機関車を切り離さずに列車を折り返せるように、路線の両端に折り返し用のループ線を建設する許可を求めていた。西端のループ線は、シェパーズ・ブッシュ・グリーンの3つの側面を反時計回りに走る計画であった。東端のループ線は、リバプール・ストリート駅の下に設けるか、あるいはより大きくスレッドニードル通りからオールド・ブロード通り、リバプール通り、ビショップスゲートを周ってスレッドニードル通りに戻ってくるものが提案されていた。建設費の見積もりは80万ポンド（こんにちの7550万ポンドに相当する）で、ほとんどは地役権を取得しなければならない東端ループの費用であった。
1901年の会期には12以上の鉄道法案が提出されており、セントラル・ロンドン鉄道の法案はそのうちの1つであった。これらの法案を平等に審議するため、ウィンザー卿を長とする合同委員会を設置したが、委員会が報告書を出した時点で会期はほとんど終わっており、法案提出者は次の会期に再提出することを求められた。委員会の報告書で推奨されたこととして、セントラル・ロンドン鉄道はシティにおけるループ線を断念し、ハマースミスとシティ・オブ・ロンドンを結ぶ速い地下鉄路線を建設すれば通勤者にとって利益となるであろうとしていた。

### ループ線、1902年 – 1905年

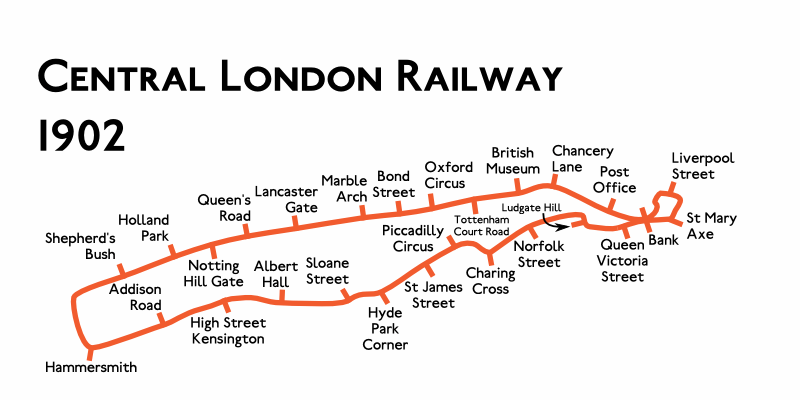
1902年に提案して却下された路線

1902年の会期に対して1901年の法案を再提出する代わりに、セントラル・ロンドン鉄道はかなり意欲的な代替案を提出した。折り返し用ループ線は撤回され、その代わりに既存の路線両端を結ぶ南側の経路を新設して路線全体を1つの巨大な環状線とするもので、これはハマースミスとシティ・オブ・ロンドンを結ぶ路線を提案した委員会の報告を採用したものであった。西端では、シェパーズ・ブッシュ駅の西側にある折り返し用引き上げ線の行き止まりと、車両基地への連絡トンネルから新しいトンネルが延長されることになっていた。経路はシェパーズ・ブッシュ・グリーンの下を通り、ゴールドホーク通りをハマースミス・グローブまで通って南へ曲がる。ハマースミス・グローブの南端にはブルック・グリーン通り（現在のシェパーズ・ブッシュ通り）の角に駅を設置し、既存の3駅との乗換をできるようにする。
ハマースミスからは東へ向きを変え、ハマースミス通りとケンジントン・ハイ通りを通って、メトロポリタン・ディストリクト鉄道のアディソン・ロード駅（現在のケンジントン・オリンピア駅）およびハイ・ストリート・ケンジントン駅と接続する。ケンジントン・ハイ通りからはケンジントン・ガーデンズの南側に沿って、ケンジントン通り、ケンジントン・ゴア、ナイツブリッジを通る。駅はロイヤル・アルバート・ホール、ナイツブリッジとスローン通りの交差点に設けられる。ここはブロンプトン・アンド・ピカデリー・サーカス鉄道が既に駅を設置する許可を得ていた場所である。スローン通りからは、ナイツブリッジの東側で、ブロンプトン・アンド・ピカデリー・サーカス鉄道に認められていた経路の下を通り、ハイド・パーク・コーナーとピカデリーを通りピカデリーサーカスへ向かう。ハイド・パーク・コーナーでは、セントラル・ロンドン鉄道の駅はブロンプトン・アンド・ピカデリー・サーカス鉄道のハイド・パーク・コーナー駅に隣接することになっており、また次のセントジェームズ通りに設けられる駅は計画中のドーバー・ストリート駅（現在のグリーン・パーク駅）の東側に近い距離であった。ピカデリーサーカスでは、建設が中断していたベーカー・ストリート・アンド・ウォータールー鉄道の造りかけになっていたピカデリー・サーカス駅と接続する計画であった。そこからはレスター・スクウェアの下を南東へ向かい、チャリング・クロスに駅を設け、そこから北東へストランドの下をノーフォーク通りへ向かい、そこでグレート・ノーザン・アンド・ストランド鉄道が計画していたターミナル駅と接続する。
そこから経路は東へ続き、フリート通りの下をラドゲート・サーカスへ向かい、そこでサウス・イースタン・アンド・チャタム鉄道のラドゲート・ヒル駅と接続して、そこからニューブリッジ通りの下を南へ行き、クイーン・ヴィクトリア通りを東へ行ってそこにメトロポリタン・ディストリクト鉄道のマンション・ハウス駅と接続が計画されていた。そこからさらにクイーン・ヴィクトリア通りの下を走り、自社のバンク駅に達して、既存のプラットホームの1階層下に別のプラットホームを設ける。最後の区間は前年から提案されていたループ線で、シティ・オブ・ロンドンの狭く入り組んだ街路の下に曲がりくねったトンネルとなる。トンネルは東へ向かい、縦に2本重ねる形でコーンヒルとリーデンホール通りの下を通り、北へセントメアリー・アックスの下を通って、リバプール・ストリート駅の下を西へ向かい、そしてブロムフィールド通りを西へ、グレート・ウィンチェスター通りを東へ、オースティン・フライアーズからオールド・ブロード通りを南へ、そしてスレッドニードル通りを西へ向かってそこでトンネルがバンク駅の既存の側線に接続される。このループ線上には2駅が設置されることになっており、セントメアリー・アックスの南側とリバプール・ストリート駅が予定されていた。路線延長後に必要となる増備車両を収容するために、車両基地は北側へ拡張される。また電力供給を増強するために発電所も拡大される。セントラル・ロンドン鉄道はこの建設に3,781,000ポンドを要すると見積もっていた（これはおおよそ現在の3億5800万ポンドに相当する）。2,110,000ポンドが建設費、873,000ポンドが用地費、798,000ポンドが電気設備と車両である。
セントラル・ロンドン鉄道の法案は1902年の会期に提出されたいくつかの鉄道法案の1つであった（その中にはハマースミスとシティを結ぶ路線の提案もいくつかあった）。今回もウィンザー卿が率いる合同委員会が審議することになった。この提案は、接続することになる幹線鉄道会社と、バンク駅で接続するシティ・アンド・サウス・ロンドン鉄道から支援を受けた。ロンドン・カウンティ・カウンシルとシティ・オブ・ロンドン自治体もこの計画を支持した。メトロポリタン鉄道は、自社のインナーサークルに対してさらに競争が激しくなるとして反対した。議会からは、シティに数多く存在する銀行の地下保管室のあまりに近くでトンネルの工事をすることの安全性と、地盤沈下でそうした保管室のドアが閉まらなくなる可能性について質問が出た。もう1つの問題は、オースティン・フライアーズにあるダッチ教会の基礎を掘る危険性であった。ウィンザー委員会は、ジョン・モルガンが支援するピカデリー・シティ・アンド・ノース・イースト鉄道の提案する競合ルートの方が好ましいとして、シェパーズ・ブッシュからバンクの区間についてセントラル・ロンドン鉄道の提案を却下した。新規区間の主要部分がなくなったためセントラル・ロンドン鉄道はシティにおけるループ線を撤回することになり、1902年7月31日に成立した1902年セントラル・ロンドン鉄道法では既存路線に対するいくつかの改良が承認されたに留まった。
1902年末に、ピカデリー・シティ・アンド・ノース・イースト鉄道の計画は、計画の推進者たちの間で仲違いが生じてご破算となり、計画されていた路線の重要部分はライバルのロンドン地下電気鉄道に帰することになったが、同社はこの提案を撤回した。この計画撤回により、セントラル・ロンドン鉄道は法案を1903年に再提出したが、議会は再び、ロンドンの交通をいかに発展させるべきかの検討を行う任を課された王立委員会を設置して、そこで審議が行われることになった。委員会は審議を行ったものの、すべての新線や延長路線の審議が延期されることになり、セントラル・ロンドン鉄道は法案を撤回することになった。セントラル・ロンドン鉄道は1905年にも法案を一時的に再提出したものの、再びこれを撤回し、その後ロンドン地下電気鉄道と1905年10月に、両社とも東西方向の路線建設法案を1906年には提出しないという協定を結んだ。編成の両端に運転台がある新しい車両を導入したことで、ループ線を建設しなくても2分間隔で列車を運転できるようになったことから、セントラル・ロンドン鉄道はこの計画を打ち切ることになった。

### ウッド・レーン、1906年 - 1908年

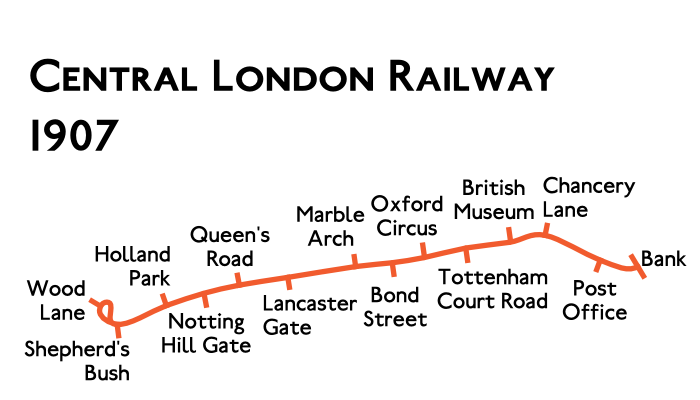
1907年に承認された経路

政府は1905年に、その前年に結ばれた英仏協商を記念して国際博覧会を開く計画を発表した。英仏博覧会のホワイト・シティ会場は、セントラル・ロンドン鉄道の車両基地からはウッド・レーンを挟んだ位置にあった。博覧会への観客輸送の機会をとらえて、セントラル・ロンドン鉄道は1906年11月にシェパーズ・ブッシュ駅からループ線を建設して、ループ線上の博覧会の入口が建設される位置に近い場所にウッド・レーン駅を建設する法案を発表した。この工事は1907年7月26日に1907年セントラル・ロンドン鉄道法として承認された。
この新しいループ線は、シェパーズ・ブッシュ駅西側の折り返し用引き上げ線の終端と、車両基地の北側を結ぶように建設された。シェパーズ・ブッシュ駅からは反時計回りに単線のトンネルを列車が走り、まず当初は車両基地へ通じるトンネルだった場所を通り、そこから車両基地北側へ出て、新しい駅に到達し、そこから新しく建設されたトンネルを通ってシェパーズ・ブッシュ駅へ戻ってきた。新しい駅と、ループを周る列車の運行のために、車両基地の構成も変更された。博覧会会場の建設工事は1907年1月に始まった。博覧会と新しい駅は1908年5月14日に使用開始された。駅は2本のトンネルの間の地上部にあり、基本設計はハリー・ベル・メジャーズが行った。曲線上の線路の両側にプラットホームがあり、降車客が一方を、乗車客がもう一方を使うようになっていた。

### リバプール・ストリート、1908年 - 1912年

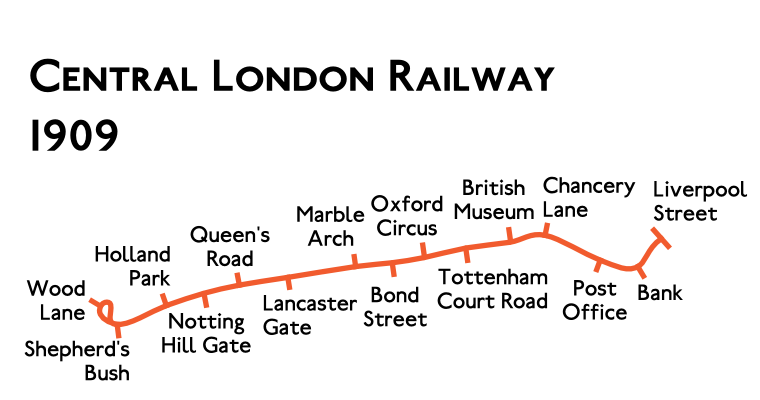
1909年に承認された経路

ウッド・レーンまでの延長線が営業を開始すると、セントラル・ロンドン鉄道はバンク駅からリバプール・ストリート駅までの東側の延長計画へ再度取り組むことになった。今回は、グレート・イースタン鉄道がリバプール・ストリート駅から路線を営業している北側や北東側へこれ以上セントラル・ロンドン鉄道が路線を延長しないことを条件として、グレート・イースタン鉄道もリバプール・ストリート駅の下での建設を認めることになった。法案は1908年11月に発表され、1909年の会期に提出されて、1909年8月16日に1909年セントラル・ロンドン鉄道法として国王裁可を得た。建設は1910年7月に始まり、新しいリバプール・ストリート駅は1912年7月28日に開業した。1911年にメトロポリタン・ディストリクト鉄道がアールズ・コート駅に初めてエスカレーターを設置したのに続き、リバプール・ストリート駅にもエスカレーターが設置され、地下駅としては最初のものとなった。4基が設置され、うち2基がリバプール・ストリート駅へ、もう2基が隣接するノース・ロンドン鉄道のブロード・ストリート駅へ設置された。

### イーリング・ブロードウェイ、1911年 - 1920年
セントラル・ロンドン鉄道の次なる延長計画は、西側のイーリングへであった。1905年にグレート・ウェスタン鉄道が、自社の本線のイーリング・ブロードウェイ駅からシェパーズ・ブッシュ駅の北側のウェスト・ロンドン鉄道の間を結ぶ、イーリング・アンド・シェパーズ・ブッシュ鉄道の建設許可を得ていた。イーリングからは、新線は北東へ曲がり当時まだ閑散としていたノース・アクトンを通って、そこから東へ短い区間をグレート・ウェスタン鉄道のハイ・ウィカム線と並行し、そこから南東へ曲がる。オールド・オーク・コモンとワームウッド・スクラブズの南側で築堤の上を走って、セントラル・ロンドン鉄道の車両基地の北側近いところにあるウェスト・ロンドン鉄道へ合流することになっていた。

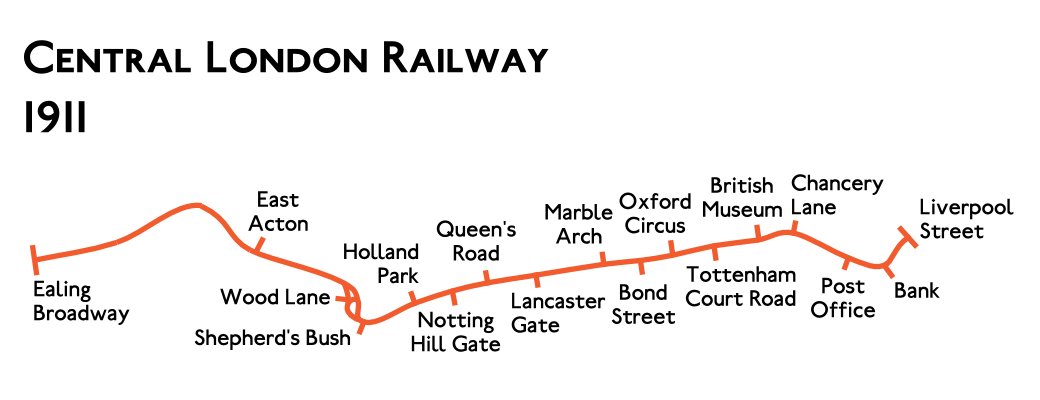
1911年に承認された経路

建設工事はすぐには始まらず、1911年にセントラル・ロンドン鉄道とグレート・ウェスタン鉄道では、イーリング・ブロードウェイまでの路線にセントラル・ロンドン鉄道が列車を走らせることに合意した。イーリング・アンド・シェパーズ・ブッシュ鉄道への接続のために、セントラル・ロンドン鉄道はウッド・レーン駅から北へ短距離の延長許可を1911年8月18日に1911年セントラル・ロンドン鉄道法として取得した。イーリング・アンド・シェパーズ・ブッシュ鉄道はグレート・ウェスタン鉄道により建設され、1917年4月16日に蒸気機関車牽引の貨物専用線として開業した。この路線の電化とセントラル・ロンドン鉄道の列車の運行開始は第一次世界大戦後まで延期となり、1920年8月3日にイースト・アクトン駅ただ1か所のみを中間駅として開業した。
ウッド・レーン駅は、イーリング・アンド・シェパーズ・ブッシュ鉄道との接続用の線路を建設するために改造された。ループ線上に存在した既存のプラットホームは残され、ロンドン中心市街方面へ折り返す列車が引き続き使用した。イーリング方面と結んで走る列車のために、ループの両側につながる新線に低い位置で2本の新しいプラットホームが建設された。イーリング・ブロードウェイ駅も改造され、既存のグレート・ウェスタン鉄道用とメトロポリタン・ディストリクト鉄道用のプラットホームの間にセントラル・ロンドン鉄道用のプラットホームが追加された。
この6.97キロメートルの延長路線の営業用に、ブラッシュに制御電動車を24両追加発注したが、1917年に納入されると最初はベーカー・ストリート・アンド・ウォータールー鉄道がワトフォード・ジャンクションへの延長路線用に借り受けた。この新型車両はチューブサイズの車両としては初めて乗降用デッキを廃して全体が車内となり、側面に折り曲げたドアが取り付けられて、乗降を素早くできるようになった。この新型車両の営業用に、セントラル・ロンドン鉄道では既存の48両も改造し、合計72両を6両編成12本とした。ワトフォード延長線で使われている間に改造されたために新型車両は他のセントラル・ロンドン鉄道の車両とは互換性がなくなり、イーリング車両 (Ealing stock) と呼ばれるようになった。
イーリング・アンド・シェパーズ・ブッシュ鉄道は1948年初めの国有化までグレート・ウェスタン鉄道の一部であり、イーリング・ブロードウェイ駅以外は国有化に際してロンドン・トランスポート経営委員会に移管された。イーリング・ブロードウェイ駅は、グレート・ウェスタン鉄道の後継であるイギリス国鉄の所管となった。

### リッチモンド、1913年および1920年
1912年11月に、セントラル・ロンドン鉄道はシェパーズ・ブッシュから新しく南側への延長路線の計画を発表した。ゴールドホーク・ロード、スタンフォード・ブルック・ロード、バース・ロードの下にトンネル建設が計画され、チスリック・コモンからターナム・グリーン・テラスの下の短い距離のトンネルで南へ向かう。そこから再び西へチスリック・ハイ・ロードの下を通り、ロンドン・アンド・サウス・ウェスタン鉄道のガンナーズベリー駅の東側で地上に出る。ここでロンドン・アンド・サウス・ウェスタン鉄道の線路に接続して、リッチモンド駅まで同社の路線へセントラル・ロンドン鉄道の列車が乗り入れる。この区間はディストリクト鉄道も共用しており、1905年に電化されていた。ゴールドホーク・ロードにはその交差点にザ・グローブ駅、パッデンスリック・ロード駅、ライレット・ロード駅の各駅が、エムリン・ロードにはスタンフォード・ブルック・ロード駅が、ターナム・グリーン・テラスにはロンドン・アンド・サウス・ウェスタン鉄道やディストリクト鉄道のターナム・グリーン駅と接続駅が、そしてチスリック・ハイ・ロードの交差点にはヒースフィールド・テラス駅が建設されることになっていた。リッチモンド駅より先では、さらにロンドン・アンド・サウス・ウェスタン鉄道の路線上をトゥイッケナム、サンベリー＝オン＝テムズ、シェパートン (イングランド)などの通勤需要のある町へ延長する可能性を見込んでいたが、これには路線の電化が必要であった。セントラル・ロンドン鉄道はガンナーズベリー駅までの新線の許可を1913年8月15日に1913年セントラル・ロンドン鉄道法として得たが、第一次世界大戦のために着工することができず、許可は失効した。
1919年11月、セントラル・ロンドン鉄道はリッチモンドまでの延長を復活させる新法案を提出したが、今度はトンネル建設がより短くで済む別の経路を用いていた。新しい提案ではシェパーズ・ブッシュ駅から南へトンネルを建設し、地上に出た後、1916年に廃止されたハマースミス（グローブ・ロード）駅の北側にあるロンドン・アンド・サウス・ウェスタン鉄道の使用されていない線路に接続することになっていた。ハマースミスからは、使われていないロンドン・アンド・サウス・ウェスタン鉄道の線路が西へと通じており、ディストリクト鉄道の線路がターナム・グリーンからガンナーズベリーやリッチモンドへ通じているのと同じ高架橋になっていた。この計画では使われていない線路を電化する必要があったが、費用の掛かるトンネル建設を避けることができ、またディストリクト鉄道と既存の駅を共用することができた。この計画は1920年セントラル・ロンドンおよびメトロポリタン・ディストリクト鉄道（建設）法として1920年8月4日に国王裁可を得た。しかしセントラル・ロンドン鉄道はこれを建設するための動きに出ることはなかった。レイブンズコート・パーク駅とターナム・グリーン駅の間の使われていなかったロンドン・アンド・サウス・ウェスタン鉄道の線路は結果的に、1932年にピカデリー線をハマースミスから西へ延長するために使われることになった。

## 競争と協調と売却、1906年 - 1913年
1906年から、セントラル・ロンドン鉄道は旅客数が大幅に落ち込むようになった。これは、1905年にインナーサークルを電化したディストリクト鉄道やメトロポリタン鉄道、そして1906年にハマースミスまでの競合路線を開業させたグレート・ノーザン・ピカデリー・アンド・ブロンプトン鉄道との競争が激しくなったためであった。またバスが馬車に取って代わるようになり、道路交通との競争も激しくなった。収入を維持するために、それまで均一運賃だったのを長距離については1907年7月から3ペンスに値上げし、一方短距離については1909年3月に1ペニーに値下げした。回数券は以前は額面通りの値段で販売されていたが割引が行われるようになり、1911年7月に定期券が導入された。
セントラル・ロンドン鉄道では、技術の発展を利用して合理化を図った。1909年にデッドマン装置が運転台に取り付けられ、また打子式の自動列車停止装置が導入されたことで、安全対策として運転助士を乗務させる必要がなくなった。信号の自動化により、路線に16か所あった信号扱所の多くが廃止され、これに伴って信号扱手も削減された。1911年からは小包輸送サービスを開始し、4本の列車の先頭車両を改造して小包の仕分けを行える部屋を造った。小包は各駅で集荷され、三輪自転車に乗って配達するスタッフが目的地に届けた。これはいくらかの利益を上げたが、戦時の労働力不足により1917年に廃止された。
収入の減少はセントラル・ロンドン鉄道に限られた問題ではなく、ロンドンのすべてのチューブ、そしてディストリクト鉄道やメトロポリタン鉄道にも競争がある程度の影響を与えていた。旅客数の減少により収入も減少し、借りた資金の返済や株主への配当支払いが困難となっていた。セントラル・ロンドン鉄道の配当は1905年から3パーセントにまで減少したが、ロンドン地下電気鉄道の路線に至っては0.75パーセントであった。1907年から、セントラル・ロンドン鉄道、ロンドン地下電気鉄道、シティ・アンド・サウス・ロンドン鉄道、そしてグレート・ノーザン・アンド・シティ鉄道は運賃協定を導入した。1908年からは共通のUndergroundというブランド名で宣伝し始めた。秘密裏に行われた買収交渉の後の1912年11月に、ロンドン地下電気鉄道はセントラル・ロンドン鉄道の買収を発表し、株式を1株対1株で交換することとした。買収は1913年1月1日付で行われたが、法的にはセントラル・ロンドン鉄道の会社組織はロンドン地下電気鉄道の各路線とは別のままであった。

## 改良と統合、1920年 - 1933年
買収後、ロンドン地下電気鉄道はセントラル・ロンドン鉄道の運営の統合を段階的に進めた。セントラル・ロンドン鉄道の発電所は1928年3月に廃止され、ロンドン地下電気鉄道がチェルシーに保有していたロッツ・ロード発電所からの供給に切り替えられた。旅客の多い駅は改良工事が行われ、バンク駅とシェパーズ・ブッシュ駅は1924年にエスカレーターが取り付けられ、トテナム・コート・ロード駅とオックスフォード・サーカス駅は1925年に、ボンド・ストリート駅は1926年にチャールズ・ホールデン設計の新しい入口に改良された。チャンスリー・レーン駅とマーブル・アーチ駅も、1930年代始めに改造されてエスカレーターを取り付けられた。
1923年11月5日に、イーリング延長線の区間にノース・アクトン駅とウェスト・アクトン駅が開設された。これらの駅は、パーク・ロイヤル周辺での住宅・産業開発の輸送を担うために建設され、イースト・アクトン駅と同様に、プラットホームに簡単な木製の上屋を備えただけの基本的な駅舎であった。またブリティッシュ・ミュージアム駅の位置が悪く、グレート・ノーザン・ピカデリー・アンド・ブロンプトン鉄道のホルボーン駅が1906年に開業して以来、ホルボーン駅との接続が悪い問題がセントラル・ロンドン鉄道によって検討されてきた。1907年には駅を連絡する歩行者用地下道が検討されたが、実現しなかった。ハイ・ホルボーンの下のトンネルを拡大し、プラットホームを建設してセントラル・ロンドン鉄道のホルボーン駅を設置し、代わりにブリティッシュ・ミュージアム駅を廃止するという提案が1913年11月に提出された法案に含まれていた。この法律は1914年に国王裁可を得たが、第一次世界大戦のために着工には至らず、1930年になってロンドン地下電気鉄道が再び許可を得て着工した。新しいプラットホームと券売所、そして両路線へのエスカレーターは1933年9月25日に使用開始され、ブリティッシュ・ミュージアム駅は前日の終電限りで廃止された。
1926年3月から1928年9月にかけて、セントラル・ロンドン鉄道は残りの旧式車両（乗降に際してデッキを通るもの）を段階的に改造した。デッキの部分は車体内部になるように改造されて座席が追加され、各側面に2枚の引き戸が取り付けられた。この改造によって輸送力は増強され、またそれまで格子戸を操作していた保安係を廃止して、ドアの制御は列車の長さの半分ずつをそれぞれ担当する2人の車掌に委ねられることになった。最終的に、1928年に運転士と車掌の間で連絡を取れるようになったことにより、車掌1人を省略することができるようになり、列車は1人の運転士と1人の車掌だけで運行できるようになった。車両側面にドアを追加したことで、ウッド・レーン駅では折り返しループ線の内側に設けられたプラットホームの長さが隣接する車両基地へのアクセス線によって制限されていたため、問題が生じた。この問題は、折り畳み式のプラットホームを取り付けて、通常は車両基地アクセス線の上に展開して旅客の乗降ができるようにし、車両基地への出入りの際には畳むようにすることで解決された。

## 公的所有への移管、1923年 - 1933年
緊密な協力を行い、またセントラル・ロンドン鉄道の駅や地下鉄路線網全体に対して改良がおこなわれたものの、地下鉄各社は依然として財務的な問題を抱えていた。とても儲かっていたロンドン総合路線バス会社を1912年からロンドン地下電気鉄道が傘下に収めていたため、収入をプールすることで、バス会社からの利益をあまり儲かっていない鉄道に内部補助することが可能であった。しかし1920年代には多くの小さなバス会社が競争を仕掛けてきたため、ロンドン総合路線バス会社の利益は侵食され、ロンドン地下電気鉄道グループ全体の収益にも悪影響を与えていた。
ロンドン地下電気鉄道グループの収益を守るため、会長のアシュフィールド卿はロンドン地域での運輸事業に規制を行うよう、政府に働きかけを行った。1923年から、交通がどの程度規制や公共の管理下に置かれるべきかについてアシュフィールドと労働党のロンドンカウンティの議員（後に庶民院議員および運輸大臣）であったハーバート・モリソンが前面に立って議論を行い、この方向で一連の法制が進められた。アシュフィールドは、既存のグループを競争から守り、さらにロンドンカウンティにおける路面電車網を実質的に管理できるようにする法制を望んでいたが、モリソンは完全に公的所有に移すことを望んでいた。7年にわたって出だしでつまずいたものの、最終的に1930年終わりに地下鉄グループ、メトロポリタン鉄道、ロンドン旅客運輸地域として指定された範囲内のすべてのバスと路面電車を管理下に収めるロンドン旅客運輸公社を設立する法案が発表された。この公社は妥協であり、公共管理下に置かれたものの完全な国有化ではなかった。1933年7月1日に発足した。この日、セントラル・ロンドン鉄道やその他の地下鉄各社の資産はロンドン旅客運輸公社に移管された。

## 名残
1935年にロンドン旅客運輸公社は、ニュー・ワーク・プログラムの一環として、グレート・ウェスタン鉄道がミドルセックスおよびバッキンガムシャーに保有していた路線、ロンドン・アンド・ノース・イースタン鉄道が東部ロンドンとエセックスに保有していた路線を買収し、電化することでセントラル・ロンドン鉄道を両側で延長する計画を発表した。地下区間においても、より長い列車を走らせられるようにプラットホームを延長する工事が行われ、列車の走行速度を落とさなければならなかった線形の悪い区間の改良も進められた。制約の多かったウッド・レーン駅を置き換える新しい駅も計画された。ノース・アクトン駅からグリーンフォード駅、ウェスト・ルイスリップ駅を経由してデンハム駅への列車は1940年1月から1941年3月の間に開通することになっていた。東側の延長区間となる、リバプール・ストリート駅からストラトフォード駅、レイトン駅、ニューベリー・パーク駅を通り、ロンドン・アンド・ノース・イースタン鉄道に乗り入れてハイノート駅、エッピング駅、オンガー駅まで列車を走らせるのは、1940年から1941年に開通するように考えられていた。第二次世界大戦により両方向とも工事は凍結され、ロンドン地下鉄の運行は1946年から1949年にかけて段階的に拡張されることになり、西側の最終区間となるウェスト・ルイスリップ駅からデンハム駅の区間は中止された。ロンドン旅客運輸公社による運行引き継ぎ後、ハリー・ベックがデザインした地下鉄網の路線図では、この路線を「セントラル・ロンドン鉄道」ではなく「セントラル・ロンドン線」と表記するようになった。ロンドンカウンティの境界をはるかに超えるところまで列車の運行を延長することを考え、1937年8月23日に「ロンドン」が省略されて、それ以降は単に「セントラル線」と呼ばれるようになった。こんにち、セントラル・ロンドン鉄道が建設した地下線は、72.17キロメートルにおよぶセントラル線の中心部を形成している。
第二次世界大戦中、東部の延長区間でガンツ・ヒル駅とレッドブリッジ駅の間の4キロメートルのトンネルが完成したが、航空機用電子部品を製造するための工場としてプレッシーが利用した。リバプール・ストリート駅、ベスナル・グリーン駅、ストラトフォード駅とレイトン駅の間などの他の完成したトンネルや、ブリティッシュ・ミュージアム駅の廃止された場所などは、防空壕として使用された。チャンスリー・レーン駅では、直径5.03メートル、全長370メートルのトンネルが運行中のトンネルの下に1941年から1942年初頭にかけて建設された。このトンネルは深部退避施設として設備され、防護された通信センターとして政府が利用した。ポスト・オフィス駅を1937年に改称したセント・ポールズ駅についても同様の退避施設が計画されたが中止された。1939年1月にこの駅にエスカレーターが設置されたことで不要となったエレベーターのシャフトが、中央電力庁の防護された指令センターとして使えるように改造する予定であった。